# کونیگامی، اوکیناوا
کونیگامی، اوکیناوا (به لاتین: Kunigami, Okinawa) یک منطقهٔ مسکونی در ژاپن است که در استان اوکیناوا واقع شده‌است. کونیگامی ۱۹۴٫۸۰ کیلومتر مربع مساحت و ۴٬۹۰۸ نفر جمعیت دارد.